# Margo Seltzer
Margo Ilene Seltzer est une professeure et chercheuse en systèmes informatiques américaine. Elle est actuellement titulaire de la Canada 150 Research Chair in Computer Systems et de la Cheriton Family Chair in Computer Science à l'Université de la Colombie-Britannique. Auparavant, Seltzer était la Herchel Smith Professor of Computer Science à la John A. Paulson School of Engineering and Applied Sciences de l'université Harvard et directrice du Center for Research on Computation and Society.

## Éducation

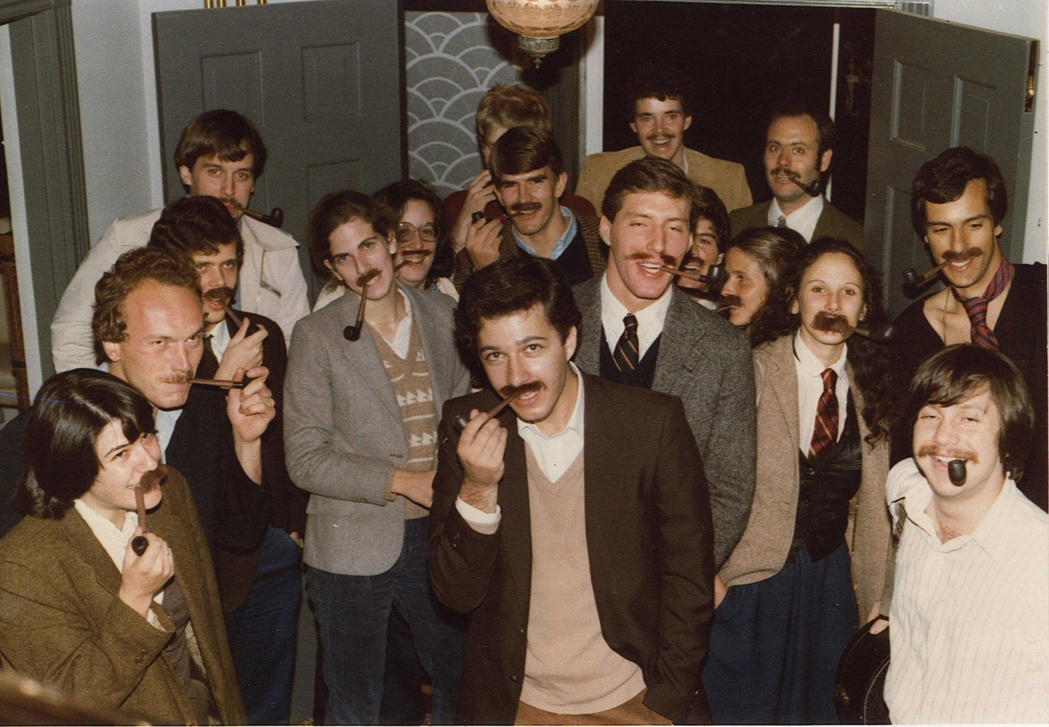
Le jour d'Halloween 1982, les assistants d'Harry Lewis, professeur à Harvard, se sont présentés chez lui en costume "Harry Lewis", avec sa moustache et sa pipe, qui étaient alors sa marque de fabrique. Seltzer est à gauche.

Seltzer a obtenu sa licence en mathématiques appliquées à Harvard/Radcliffe College en 1983, où elle était assistante d'enseignement sous la direction de Harry R. Lewis à l'université Harvard. En 1992, elle obtient son PhD en informatique à l'université de Californie à Berkeley, où sa thèse, intitulée File System Performance and Transaction Support, a été supervisée par Michael Stonebraker. Ses travaux sur les systèmes de fichiers à structure logarithmique, les bases de données et la mise en cache à grande échelle sont particulièrement connus, et elle a été l'auteur principal du document BSD-LFS.

## Carrière

### Universités
Seltzer est devenu Assistant Professor of Computer Science à l'université Harvard en 1992, et Associate Professor en 1997. Elle a occupé des chaires de Gordon McKay Professor of Computer Science en 2000, et de Herchel Smith Professor of Computer Science en 2004. De 2005 à 2010, Seltzer a été nommée Harvard College Professor en reconnaissance de ses "contributions particulièrement remarquables à l'enseignement de premier cycle". Seltzer a été l'Associate Dean de l'École d'ingénierie et de sciences appliquées de 2002 à 2006, et conseillère auprès du Harvard Undergraduate Women in Computer Science.
En septembre 2018, Seltzer a rejoint la faculté du département d'informatique de l'université de Colombie-Britannique en tant que titulaire de la Canada 150 Research Chair in Computer Systems et de la Cheriton Family Chair in Computer Science. En février 2019, elle a été élue à l'Académie nationale d'ingénierie des États-Unis.

### Entreprises
Seltzer a été directeur technique de Sleepycat Software (développeurs de la base de données embarquée de Berkeley DB) de 1996 à 2006, lorsque la société a été rachetée par Oracle. Elle a été architecte au sein de l'équipe d'Oracle Berkeley DB pendant plusieurs années avant d'être transférée à Oracle Labs où elle continue de travailler en tant qu'architecte.
Seltzer a été directeur d'USENIX de 2005 à 2014, occupant les fonctions de vice-président pendant un an et de président pendant deux ans. En 2019, elle a reçu l'USENIX Lifetime Achievement Award pour son travail de fond sur Berkeley DB et les systèmes de provenance et son dévouement à la communauté USENIX dans son ensemble.
En 2011, Seltzer a été nommé Fellow de l'Association for Computing Machinery (le plus haut grade de membre de l'Association) en reconnaissance de ses "réalisations exceptionnelles dans le domaine de l'informatique et des technologies de l'information et/ou de services exceptionnels à l'ACM et à la communauté informatique en général",. En juillet 2020, Seltzer a accepté le prix SIGMOD Software Systems au nom de l'équipe Sleepycat Software.

## Vie privée
Elle est mariée au développeur de logiciels Keith Bostic.